# Breede
Breede (afr. Breërivier) – rzeka w Republice Południowej Afryki, w Prowincji Przylądkowej Zachodniej. Jej długość wynosi w przybliżeniu 337 km, a powierzchnia dorzecza 12 384 km².
Nazwa pochodzi od holendersko-afrykanerskiego słowa Breede, oznaczającego szeroki.
Główne miasta w dorzeczu Breede to Swellendam, Montagu, Robertson i Worcester. Na rzece położona jest tama Brandvlei Dam.
Źródła rzeki leżą w górach Skurweberge, powyżej miasta Ceres, uchodzi ona do Oceanu Indyjskiego w okolicach Witsand nad zatoką św. Sebastiana.

## Dopływy
- Slang – 12km od ujścia
- Buffeljags – w pobliżu Swellendam
- Riviersonderend – w pobliżu Swellendam
- Kingna – w pobliżu Cogmanskloof

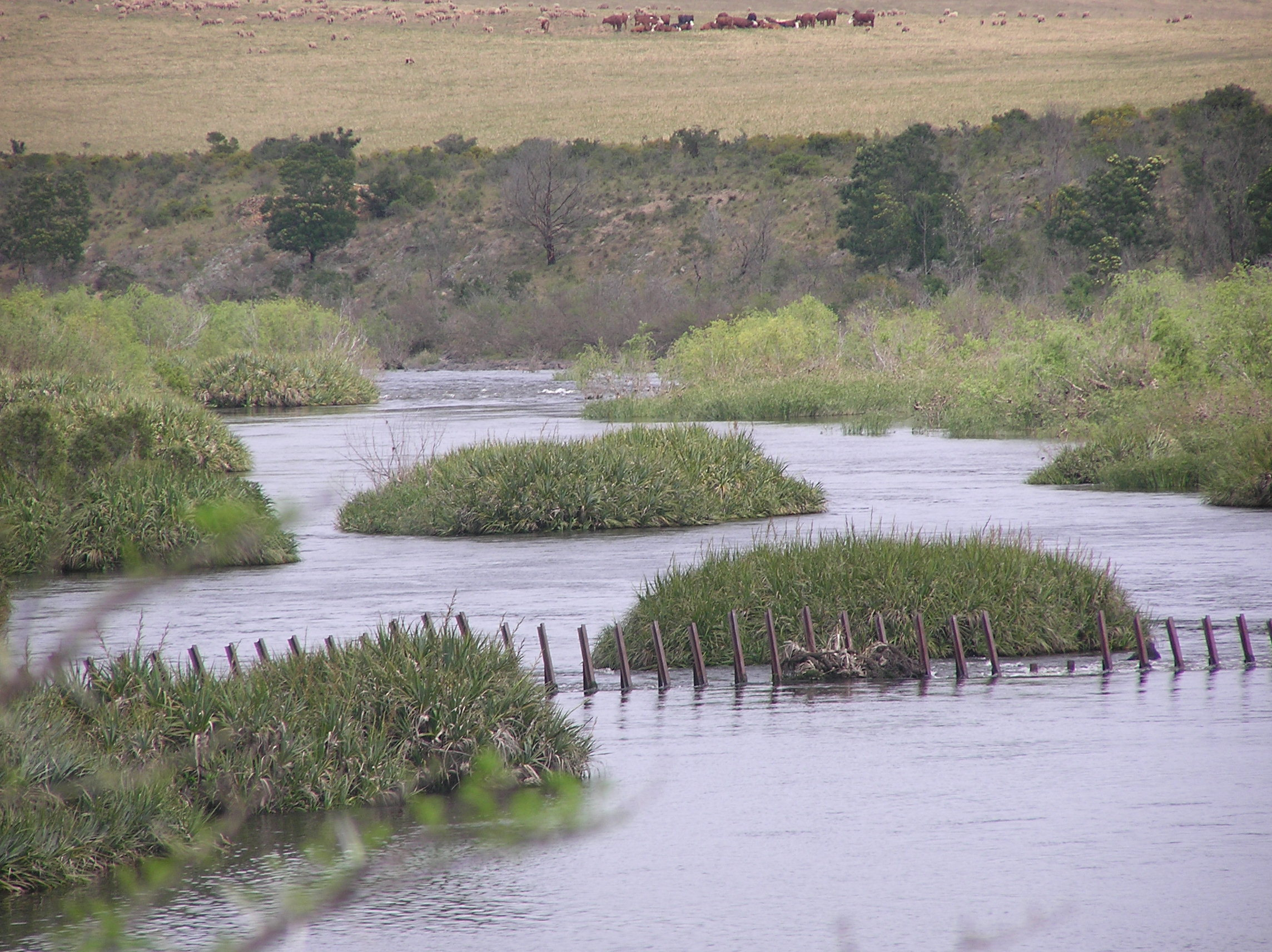
Breede w Bontebok Park
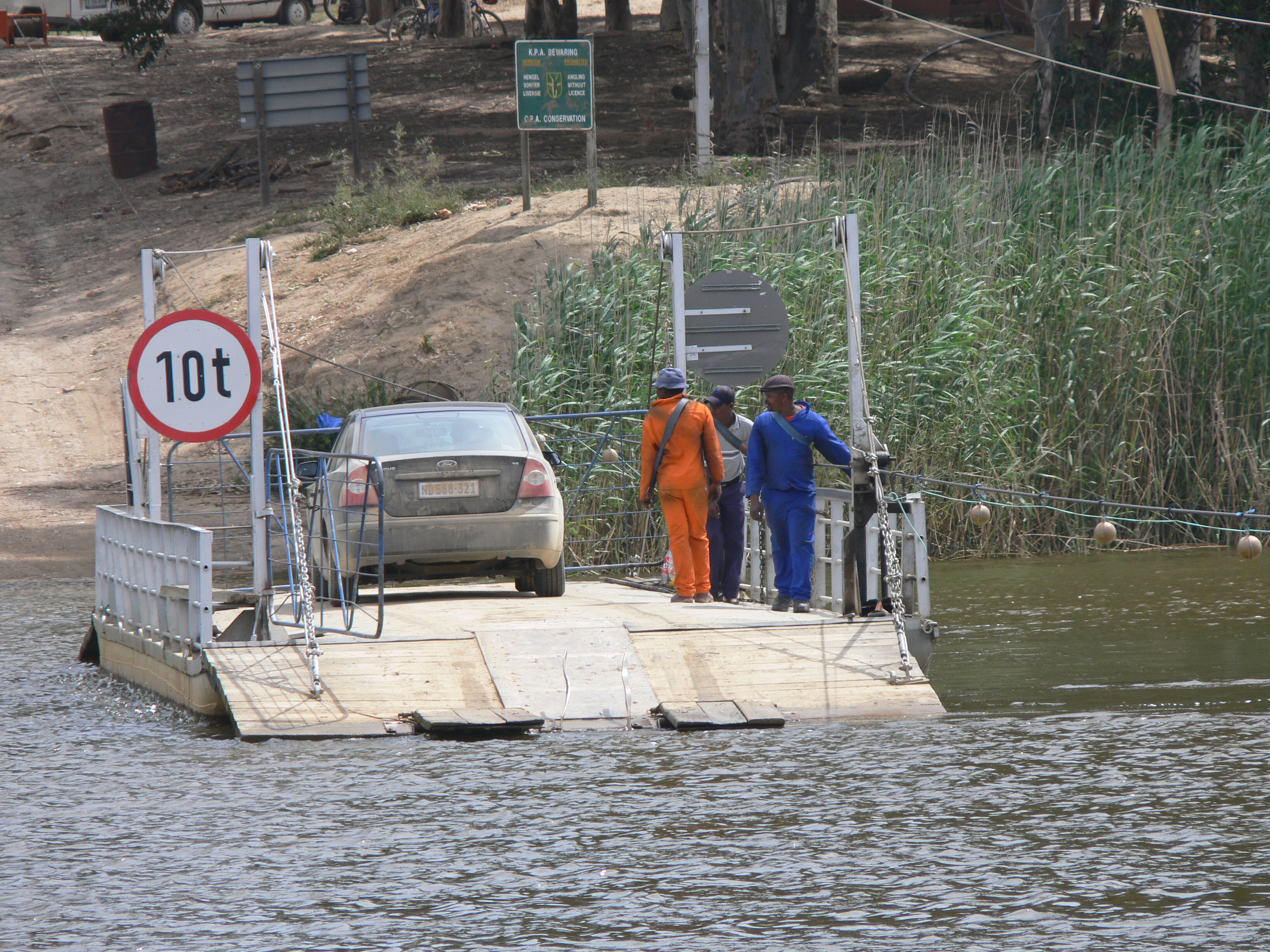
Prom w Malgas
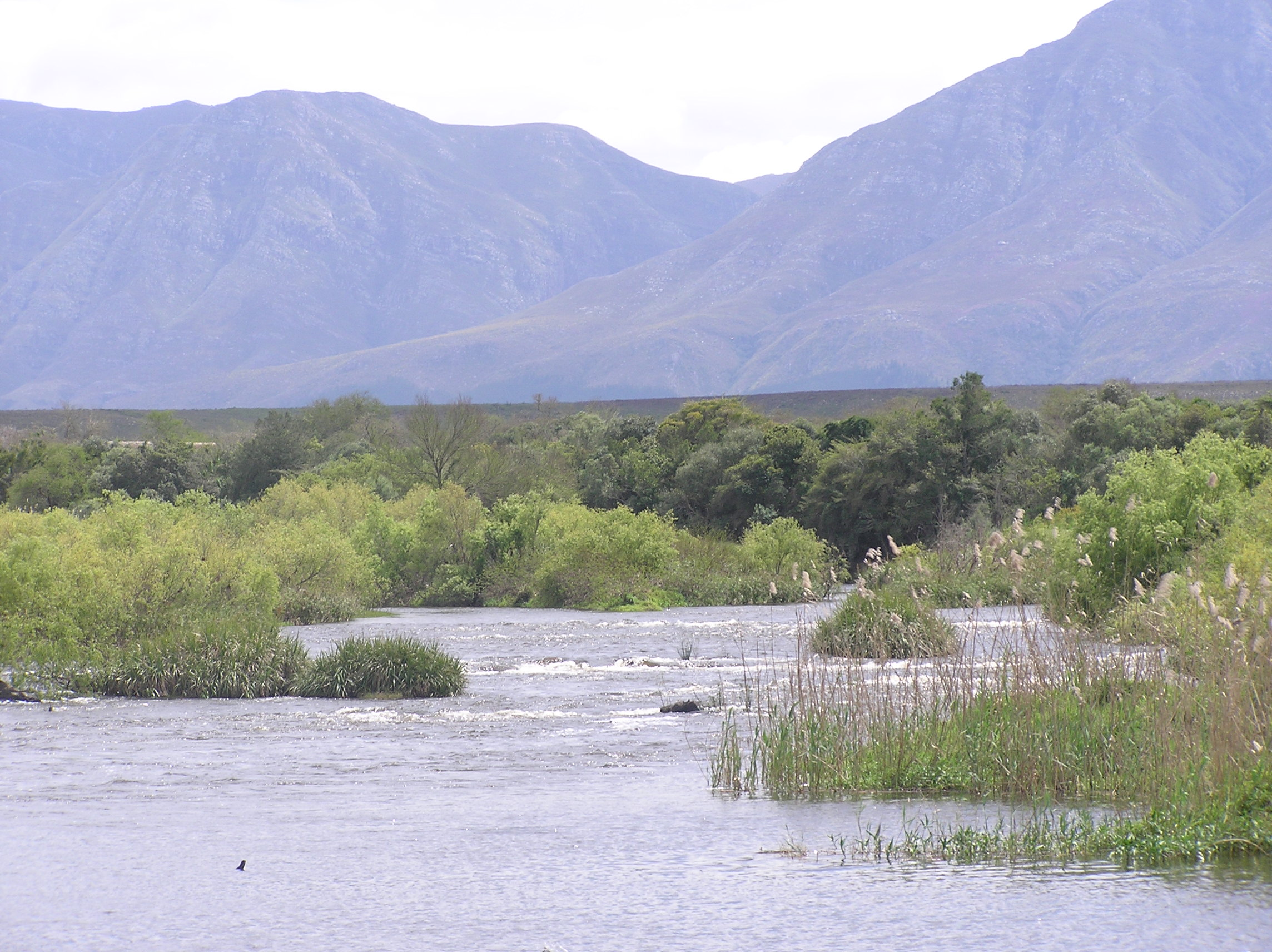